# Вилсон (Канзас)
Вилсон (енгл. Wilson) град је у америчкој савезној држави Канзас.

## Демографија
По попису из 2010. године број становника је 781, што је 18 (-2,3%) становника мање него 2000. године.
| Група             | 2000.       | 2010.       |
| Белци             | 785 (98,2%) | 726 (93,0%) |
| Афроамериканци    | 0 (0,0%)    | 3 (0,4%)    |
| Азијати           | 0 (0,0%)    | 2 (0,3%)    |
| Хиспаноамериканци | 9 (1,1%)    | 27 (3,5%)   |
| Укупно            | 799         | 781         |